# Коросаль (округ)
Коросаль (англ. Corozal District) - один з 6 округів Белізу. Розташований в північній частині країни. Межує з Мексикою (на північному заході), а також з округами Беліз (на південному сході) та Ориндж-Волк (на південному заході). На сході і північному сході омивається водами Карибського моря. Площа становить 1860 км². Населення на 2010 рік - 40 354 людей. Щільність населення - 21,70 чол./км². Адміністративний центр - місто Коросаль.
Найбільш поширена мова - іспанська, друга за поширеністю - англійська.

## Історія
Територія округу Коросаль, ще здавна була заселена, зокрема вздовж його берегової лінії та на берегах великих річок. Свідченням тому давні поселення цивілізації мая, руїни чиїх міст починають досліджувати в країні. На території округу знаходяться дві знакові місцини періоду давніх мая: Санта-Рита-Коросаль (або давній Четумаль), Керрос (від наймення якого й постав цей округ). Дослідники не зупинилися на тому і відшуковують інші давні артефакти, так археологам вдалося відшукати руїни ще одного поселення Авентура (Aventura). З розвитком сучасних технологій стало можливим відкриття нових місць, але чорна археологія та меркантильність місцевого люду можуть знівелювати всі зусилля вчених.

## Географія
Округ Коросаль знаходиться на півночі країни. Як і вся північна частина країни — низовинна, заболочена рівнина Юкатанської платформи. Лише на південному заході округу наявні горбисті залишки від — Пагорбів Ялбак (Yalbac Hills). Алювіальні відкладення становлять головні геологічні шари на тектонічній Юкатанській платформі, вони ж і є базовими в геологічній структурі округу.

### Гідрографія
Територією округу протікає чимало річок, потоків, струмків, але з десяток, мають довжину більше 5-7 кілометрів, зокрема:
| - Ріо-Ондо (Río Hondo); - Ріо-Нуево (Rio Nuevo; - Фрешвотер(Freshwater Creek); - Грантс Крік (Grants Creek) ; - Грантс Крік (Grants Creek); | - Джон Пайлес Крік (John Piles Creek); - Пемброк Холл Бранч (Pembroke Hall Branch); - Сан-Хуан Канал (San Juan Canal); - Сатедей Крік (Saturday Creek); - Сторроч Крік (Storroch Creek); - Варрей Крік (Warrie Creek); |

Вся площа округу всіяна численними озерцями, бототами, лагунами (так прийнято їх називати в Белізі). Більшість з них малі, лише з десяток мають глибину більше 1 метра, зокрема:
| - Барракута Понд (Barracouta Pond); - Беннеттс Лагуна (Bennett's Lagoon); - Балхед Лагуна (Bulkhead Lagoon); - Кеноте Лагуна (Cenote Lagoon); - Лагуна Кокос (Cocos Lagoon); - Чотири милі (Four Mile Lagoon); - Лагуна Чотири милі (Four Mile Lagoon); | - Куджой Лагуна (Cudjoe Lagoon); - Лагуна Сека (Laguna Seca); - Пепперкамп Лагуна (Peppercamp Lagoon); - Прогрессо Лагуна (Progresso Lagoon); - Салтілло Лагуна (Saltillo Lagoon); - Сапоте Лагуна (Sapote Lagoon); - Шіпстер Лагуна (Shipstern Lagoon); |

### Морське узбережжя
Чимало території округу омивається Карибським морем, відтак на межі моря і суші сформувалося узбережжя із: затоками, бухтами, островамим, скалами та лагунами, рифами й мілинами.
| - Затока Четумаль; - Бухта-затока Коросаль (Corozal Bay); - Кетфіш Байз (Catfish Bight); - Ловріс Байз (Lowry's Bight); - Воррі Байз (Warree Bight); - Острів Росаріо (Cayo Rosario); - Дула (Dula Cay); - Людина війни (Man of War Cay); - Москіто (Mosquito Cay); - Шіпстерн (Shipstern Cay); - Янгс (Youngs Cay); | - Висока Круча (High Bluff); - Коул (Punta Caul); - Консейо (Punta Consejo); - Роккі (Rocky Point); - Санд (Sand Point); - Спеніш (Spanish Point); - Круча (The Bluff); - Воррі (Warree Point); |

### Флора та фауна
В окрузі Коросаль було відведено кілька природоохоронних зон. В окрузі чимало лісових масивів, на узбережжі тропічні мангрові чагарники, із рослинністю притаманною для тропічної кліматичної зони із помірними дощами.

## Поселення
Північний округ Коросаль вважається малозаселеним, як і більшість території країни, але його західна частина густіше заселена.
| - Альтаміра (Altamira) - Буена Віста (Buena Vista); - Калькутта (Calcutta); - Каледонія (Caledonia); - Кароліна (Carolina); - Чан Чен (Chan Chen); - Чунокс (Chunox); - Консепсіон (Concepcion); - Консейо (Consejo); - Куппер Банк (Copper Bank); | - Коросаль (Corozal); - Крісто Рей Cristo Rey); - Лібертад (Libertad); - Літтл Беліз (Little Belize); - Луїсвілл (Louisville); - Ньюланд (Neuland); - Параїсо (Paraiso); - Патчакан (Patchacan); - Прогрессо (Progresso); - Ранчіто (Ranchito); - Сан-Андрес (San Andres); | - Сан-Антоніо (San Antonio); - Сан-Хоакін (San Joaquin); - Сан-Нарцісо (San Narciso); - Сан-Педро (San Pedro); - Сан-Роман (San Roman); - Сан-Віктор (San Victor); - Санта-Клара (Santa Clara); - Санта-Елена (Santa Elena); - Сартенея (Sarteneja); - Ксайбе (Xaibe) |

## Економіка
Довгі роки округ спеціалізувався на цукровій індустрії, маючи власну цукрову фабрику в селі Лібертад, але сьогодні його економіка більш диверсифікована. Виробництво цукру та інших сільськогосподарських культур, таких як папая, як і раніше займає центральне місце в житті багатьох коросальців, переважно сільських мешканців, але частка зайнятих в індустрії туризму поступово стає все суттєвішою. Тепер майже 65% місцевого населення залежить від комерційної вільної зони , яка знаходиться на кордоні Белізу та Мексики.

### Контрабанда
Контрабанда є найбільшим джерелом зростання доходів в Коросалі, оскільки він впритул примикає до Мексики і має з нею протяжний мало охоронюваний кордон. Нелегальна торгівля ведеться такими товарами, як овочі, фрукти, алкогольні напої, цигарки, бензин.